# Municipio Píritu (Falcón)
Píritu es uno de los 25 municipios que integran el Estado Falcón, Venezuela. Su capital es el poblado de Píritu. Tiene una superficie de 1168 km² y para 2011 cuenta con una población de 12 175 habitantes, representando el crecimiento poblacional más bajo de Falcón. Este municipio está integrado por dos parroquias, San José de la Costa y Píritu.

## Geografía
El Municipio Píritu se encuentra en el litoral oriental de Falcón presentando un relieve llano en la mayor parte del territorio. Se encuentran numerosos cursos de aguas, entre los más importantes se encuentran el río Hueque y el río Upipe, también es de destacar que la desembocadura del río Hueque forma un estuario que cubre unas 5000 ha por el desbordamiento del río que además está separa de las Salinas de Sauca por unas formaciones montañosas bajas. Las Salinas de Sauca abarcan unas 10 400 ha y están separas del Mar Caribe por una barrera de arena de poca altura que es cubierta cuando la marea es alta.
En el suroeste del municipio se encuentra las Sabanas de Sibucare, región amplia y de elevaciones mínimas.
Norte: limita con el mar Caribe, abarcando el espacio marítimo frente a las islas del Caribe, como Curaçao, Aruba y Bonaire. Su frente costero se extiende desde la Boca de Quebrada Honda, al occidente, hasta la Boca del río Caidie, en el punto conocido como Juan Gregorio.
Sur: colinda con el municipio Jacura, estableciendo su límite terrestre meridional.
Este: comparte frontera con los municipios Acosta y San Francisco, dentro de la misma entidad federal.
Oeste: limita con los municipios Tocopero y Zamora, completando su configuración territorial.

## Parroquias
1. Parroquia San José de la Costa
2. Parroquia Píritu

La parroquia Píritu fue constituida en 1992. Es una de las más grandes de la zona porque cuenta con cuarenta y dos caseríos, entre los cuales se encuentran Chimpire, Guamacho, San José de Píritu, La Cuesta, La Florida, Acatutu, Taguaquí, Vizcaíno, Sabanas Altas, entre otros. 
La temperatura oscila entre 25 y 30 °C, siendo una zona de montaña, con suelos arcillosos calcáreos. Píritu se encuentra en el Sistema Coriano o Cordillera de Coro por lo que sus vientos soplan de norte a sur, con una intensidad variable.

## Economía
La principal actividad económica del municipio es la agricultura, practicada mayoritariamente de forma artesanal, al igual que la pesca y el trabajo en las salinas, los cuales mantienen una fuerte vinculación con prácticas tradicionales y técnicas locales.
El intercambio comercial también desempeña un papel relevante en la economía municipal, desarrollándose tanto en su modalidad formal como informal. Dentro de esta dinámica, destaca como centro estratégico la localidad de Guamacho, ubicada en el noreste del municipio, específicamente a la altura del kilómetro 177 de la carretera nacional Morón–Coro. Allí se concentra una gran afluencia de residentes provenientes de las poblaciones circundantes, quienes acuden al lugar para adquirir víveres y artículos de primera necesidad, lo que convierte a Guamacho en uno de los núcleos comerciales más importantes del municipio.

## Personajes históricos
Entre los personajes más reconocidos e influyentes de Píritu se encuentran: el General José Buenaventura Núñez, de quien se cuenta que en su casa se hospedó el Libertador a su paso por Píritu; el General León González, quien fue un valiente estratega e íntimo amigo del General Ezequiel Zamora, y el general Jesús M. Hernández, nativo de Montaña de Hueque, lugarteniente del general Arístides Tellería, calificado como un tenaz y audaz guerrillero.
También se pueden mencionar entre los personajes importantes nativos de este municipio al padre José Luciano Rivero quien una vez ordenado, regresó a sus tierras para desempeñarse como auxiliar en las parroquias de Barbara, Huequito y Santa Rosa de Carorita; y a don Alejo Meza Romero, dotado de gran valor y defensor de sus ideas civilistas, amante de la justicia, quien murió torturado en el castillo San Carlos.

## Política y gobierno

### Alcaldes
| Período     | Alcalde          | Partido político / Alianza | % de votos | Notas |
| ----------- | ---------------- | -------------------------- | ---------- | --- |
| 1989 - 1992 | Eliezer Sirit    | AD                         | 55,07      | Primer alcalde bajo elecciones directas |
| 1992 - 1995 | Eliezer Sirit    | AD                         | 60,33      | Reelecto |
| 1995 - 2000 | Octavio Chirinos | AD                         | -          | Segundo alcalde bajo elecciones directas(se realizaron elecciones generales adelantadas en el 2000 debido a la aprobación de la Constitución de 1999) |
| 2000 - 2004 | Carlos Brett     | MVR                        | 33,04      | Tercer alcalde bajo elecciones directas |
| 2004 - 2008 | Carlos Brett     | MVR                        | 66,97      | Reelecto |
| 2008 - 2013 | María Lastra     | PSUV                       | 52,79      | Cuarto alcalde bajo elecciones directas (se postergan 1 año las elecciones municipales pautadas para finales del 2012)                                |
| 2013 - 2017 | María Lastra     | PSUV                       | 54,53      | Reelecta |
| 2017 - 2021 | María Lastra     | PSUV                       | 68,86      | Reelecta |
| 2021 - 2025 | Yolfran Cuauro   | PSUV                       | 52,09      | Quinto alcalde bajo elecciones directas |

### Concejo municipal
Período 1989 - 1992
| Concejales:             | Partido político / Alianza |
| ----------------------- | -------------------------- |
| Maria del Carmen Valles | COPEI                      |
| Manuel E. Canelon       | COPEI                      |
| Alejandro Silva         | COPEI                      |
| Octavio Chirínos        | AD                         |
| Cecilio Chirínos        | AD                         |

Período 1992 - 1995
| Concejales:      | Partido político / Alianza |
| ---------------- | -------------------------- |
| Cecilio Chirínos | AD                         |
| María Medina     | AD                         |
| Octavio Chirínos | AD                         |
| Alfonzo Moreno   | COPEI                      |
| Miguel Álvarez   | COPEI                      |

Período 1995 - 2000
| Concejales:       | Partido político / Alianza |
| ----------------- | -------------------------- |
| Cecilio Chirínos  | AD                         |
| Hector Chirínos   | AD                         |
| Remigio López     | CONVERGENCIA               |
| José Ramón Rivero | CONVERGENCIA               |
| Jesus Zavala      | COPEI                      |

Período 2013 - 2018
| Concejales      | Partido político / Alianza |
| --------------- | -------------------------- |
| Maria Quintero  | PSUV                       |
| Ivis Vegas      | PSUV                       |
| Franci Morales  | PSUV                       |
| Flor María Raaz | PSUV                       |
| Cristo Chirinos | MUD                        |

Período 2018 - 2021
| Concejales       | Partido político / Alianza |
| ---------------- | -------------------------- |
| Neholis López    | PSUV                       |
| Carlos Leal      | PSUV                       |
| Cesar Chirínos   | PSUV                       |
| Ivis Vegas       | PSUV                       |
| Daysis Gutiérrez | PSUV                       |

Periodo 2021 - 2025
| Concejales:      | Partido político / Alianza |
| ---------------- | -------------------------- |
| Carlos García    | PSUV                       |
| Daysis Gutiérrez | PSUV                       |
| Alberto Lugo     | PSUV                       |
| Delfina Arias    | PSUV                       |
| José Rivero      | MUD                        |